# Филип Байон
Филип Михал Байон (на полски Filip Michał Bajon) e полски прозаик, сценарист, филмов и театрален режисьор, роден на 25 август 1947 в Познан. Професор по филмови изкуства (2012), директор на Филмово студио „Кадър“. Член на Гилдията на полските режисьори.

## Биография
Полага матура в Първа общообразователна гимназия „Карол Марчинковски“ в Познан. Абсолвент на Факултета по право и администрация на Университет „Адам Мицкевич“ (1970). След като завършва тази специалност започва да следва във Факултета по режисура на Държавно висше филмово, телевизионно и театрално училище „Леон Шилер“ в Лодз. Дипломира се през 1974, но тогавашният ректор Станислав Кушевски го отстранява от университета без да му присъди магистърска степен, тъй като темата на дипломния му филм „Sadze“ е потушаването на декемврийските събития в Гданск през 1970. Въпреки това не му е забранено да работи като режисьор.
Дебютира като прозаик през 1970 на страниците на „Мешенчник литерацки“ („Miesięcznika Literackiego“). Режисьорският му дебют е филмът от 1977 „Завръщане“ (Powrót). Като режисьор си сътрудничи и с театри като Сцена на етажа (Sceną na Piętrze) в Познан, Драматичен театър във Варшава, Стар театър „Хелена Моджейевска“ в Краков. Режисира и телевизионни спектакли.
Преподавател във Факултета по радио и телевизия „Кшищоф Кешловски“ в Силезийския университет в Катовице. Заместник-декан на направление Продукция на телевизионни филмови образи и фотография в Университета по хуманитарни науки и икономика в Лодз. В периода 2008 – 2016 е декан на Факултета по филмова и телевизионна режисура на Държавно висше филмово, телевизионно и театрално училище „Леон Шилер“ в Лодз. През 90-те години е художествен ръководител на Киностудия „Дом“. От 2015 директор на Киностудия „Кадър“.
Става член на комитета за подкрепа на Бронислав Коморовски преди предсрочните президентски избори през 2010 и преди президентските избори в Полша през 2015.

### Личен живот
Байон е баща на трима сина: Маурици от първата му съпруга Елжбета Байон, Каспер и Ксавери – от втората му съпруга Катаржина Гинтовт – художник и график. През 2013 година се жени за Мажена Мруз – журналист, пътешественик и фотограф.

## Филмография

### Режисура
- Przyczynek do teorii językoznawstwa (1972) / Принос към теория на езикознанието
- Sadze (1973)
- I inni (1973) / И други, автор и на сценария
- Powrót (1977) / Завръщане, автор и на сценария
- Videokaseta (1976) / Видеокасетата, автор и на сценария
- Rekord świata (1977) / Световен рекорд, автор и на сценария
- Zielona ziemia (1978) / Зелена земя, автор и на сценария
- Aria dla atlety (1979) / Ария за атлета, автор и на сценария
- Wizja lokalna 1901 (1980) / Локална визия, автор и на сценария
- Limuzyna Daimler-Benz (1981) / Лимузина Даймлер Бенц, автор и на сценария
- Wahadełko (1981) / Махалото, автор и на сценария
- Engagement (1984) / Годеж, автор и на сценария
- Biała wizytówka (1986) / Бялата визитка, автор и на сценария
- Magnat (1986) / Магнат, автор и на сценария
- Bal na dworcu w Koluszkach (1989) / Бал на гарата в Колюшки, автор и на сценария
- Pensjonat Słoneczny blask (1989) / Пансион „Слънчев блясък“, автор и на сценария
- Spokojny żywot (Une petite vie tranquille), (1991) / Спокоен живот
- Powtórka z Conrada (1991) / Преговор на Конрад, автор и на сценария
- Sauna (1992) / Сауна, автор и на сценария
- Lepiej być piękną i bogatą (1993) / По-добре да си красива и богата, автор и на сценария
- Poznań 56 (1996) / Познан 56, автор и на сценария
- Poszukiwany: Ryszard Kapusciński (1998) / Издирва се: Ришард Капушчински, автор и на сценария
- Portret męski we wnętrzu (1999) / Мъжки портрет отвъртре, автор и на сценария и оператор
- Przedwiośnie (2001) / Предпролет, автор и на сценария
- Solidarność, Solidarność... (2005) / Солидарност, Солидарност …
- Fundacja (2006) / Фондацията, автор и на сценария
- Śluby panieńskie (2010) / Момински обети, автор и на сценария
- Panie Dulskie (2015) / Госпожици Дулски, автор и на сценария
- Kamerdyner (2018) / Камердинерът

### Сценарии
Автор на сценариите на всички свои филми, както и на:
- Czarne Słońce, (1975) / Черно слънце, нереализиран сценарий на игрален филм, съвместно с Пьотр Андрееев
- Klincz (1979) / Клинч, съвместно с Пьотр Андрееев

### Актьорство
- Kto za? (1980) / Кой е за?, ролята на електротехник
- Szanghaj 1937 (1996) / Шанхай
- Bajon '56 jako on sam (1998) / Байон ’56, в ролята на самия себе си
- Portret męski we wnętrzu(1999) / Мъжки портрет отвътре, в ролята на самия себе си
- Filmy o filmach (1999) / Филм за филмите, в ролята на самия себе си

### Продуциране
- Bękart (1994) / Копеле
- Akwarium (1995) / Аквариум
- Kolonel Bunker (1998)
- Córy szczęścia (1999) / Планините на щастието

## Театрални спектакли (режисура)
- Z życia dżdżownic (1983) / Из живота на дъждовните червеи
- Płatonow (1988), Платонов
- Szaleństwo Jerzego III (1994) / Лудостта на Джордж III
- Tango (2004) / Танго

### Телевизионен театър
- Upiór (1995) / Вампир
- Zagłada ludu albo moja wątroba (1998) / Унищожаването на хората или черния ми дроб
- Hrabia (1999) / Графът
- Stara kobieta wysiaduje (2000) / Старица мъти
- Dogrywka (2003) / Доиграване
- Śmiech w ciemności (2003) / Смях в тъмнината

## Литературно творчество

### Проза
- Białe niedźwiedzie nie lubią słonecznej pogody / Белите мечки не обичат слънчевото време (Издателство „Czytelnik” 1971)
- Proszę za mną na górę / Моля, последвайте ме горе (Издателство „Czytelnik” 1972)
- Serial pod tytułem / Сериал със заглавие (Издателство „Czytelnik” 1974)
- Podsłuch / Подслушването (TEN-TEN Publishing House 1994, ISBN 83-85477-94-2)
- Cień po dniu. Powieść autobiograficzna / Сянката на деня. Автобиографичен роман (ИздателствоJeden Świat 2005, ISBN 83-89632-28-4)

## Награди и отличия
- 1972: Награда „Вилхелм Мах“ за романа Белите мечки не обичат слънчевото време[12]
- 1978: Наградата на журналистите на фестивала „Младите и Филмът“ в Кошалин за филма Световен рекорд
- 1978: „Златна камера“ (наградата на списание „Филм“) в категорията: режисьорски дебют в игрален филм за 1977 за филма Завръщане
- 1979: Награда за режисьорски дебют на Фестивала на полските игрални филми в Гданск за филма Ария за атлета
- 1979: Наградата „Янтар“ на фестивала „Младите и Филмът“ в Кошалин за филма Ария за атлета
- 1979: Наградата на журналистите за най-добър полски дебют в полски преглед на дебютите на фестивала „Младите и Филмът“ в Кошалин за филма Ария за атлета
- 1979: „Самовар“, Награда на кино ентусиастите в Швебоджин за Ария за атлета
- 1980: „Дон Кихот“ за филма Ария за атлета
- 1980: Главна награда на журито на Фестивала на полските игрални филми в Гданск за филма Локална визия
- 1980: Награда за режисьорски дебют на Международния фестивал на авторките филми в Сан Ремо за Ария за атлета
- 1980: Отличие в секцията за нови реализатори на Международния филмов фестивал в сан Себастиан за филма Ария за атлета
- 1981: Награда за сценарий Фестивала на полските игрални филми в Гданск за филма Махалото
- 1981: Главна награда на журито на Фестивала на полските игрални филми в Гданск за филма Махалото
- 1981: Гран При „Голям янтар“ на фестивала „Младите и Филмът“ в Кошалин за филма Махалото
- 1982: Гран При на Международния филмов фестивал във Фигейра да Фош за филма Лимузина Даймлер Бенц
- 1982: Гран При „Голям янтар ” на фестивала „Младите и Филмът“ в Кошалин за филма за филма Лимузина Даймлер Бенц
- 1987: Специалната награда на журито на Фестивала на полските игрални филми в Гданск за филма Магнатът
- 1987: Наградата на Директора на Кинематографията за филмово творчество в областта на игралния филм за 1986 (за филма Магнатът)
- 1992: Наградата на Председателя на Комитета за радио и телевизия за филма Сауна
- 1996: Специалната награда на журито на Фестивала на полските игрални филми в Гданск за филма Познан 56
- 1997: Наградата за режисура на Международния филмов фестивал „Златен рицар“ в москава за филма Познан 56
- 1997: Награда на младежкото жури в Тарнов за филма Познан 56
- 1999: Номинация за награда „Орел“ в категория: най-добър продуцент за 1998 година
- 2002: Кавалерски кръст на Ордена на Възраждане на Полша, като признание за изключителни заслуги за развитието на Полската телевизия[13]
- 2006: Наградата на Сдружение „Хиполит Цегелски“; статуетката „Lider Pracy Organicznej“ в Познан
- 2014: Златен медал „Заслуги за полската култура Gloria Artis”[14]
- 2022: Платинени лъвове за цялостно творчество[15]